# Gunnar Galatius
Gunnar Carl Christian Galatius (10. december 1888 i København – 1. maj 1975 i Birkerød) var sløjdinspektør ved Københavns kommuneskoler 1935-1957. Søn af lærer Frederik Carl Christian Galatius (født 11. september 1855) (pioner inden for Dansk Skolesløjd og lærer ved Dansk Sløjdlærerskole fra 1887) og hustru Boline Thomine, født Sørensen Holt (6. juli 1856 i Skt. Hans Sogn, Hjørring). En broder var arkitekt Frode Galatius (1890-1977) foruden søstrene Ragnhild (f. 1896) og Ingrid (f. 1899).
Gunnar Galatius blev først udlært som smed og mekaniker og tog derefter lærereksamen i 1916 fra Skårup Seminarium og sløjdlærereksamen fra Dansk Sløjdlærerskole i 1919. Interessen for sløjd havde han ikke mindst fra sin far.
Ansat som vikar ved Københavns skolevæsen 1. april 1917. Han blev fastansat 1. august 1920 på Nyboder Skole, hvis første sløjdlærer han var, og her samlede han sammen med sløjdlærer Hans Vemmer (1895-1954) en del af kvarterets unge til aftenskolesløjd. I april 1926 flyttede Galatius til Helsinge, hvor han overtog sin fars lærerembede i Nejlinge, men han vendte tilbage til Københavns skolevæsen den 1. august 1934, og i 1935 blev han Københavns kommunes skolevæsens første sløjdinspektør.
Som kursusleder i træsløjd på Dansk Sløjdlærerskole i årene 1926—1939 har han været med til at uddanne hundredvis af landets sløjdlærere, og siden 1939 ledede han hvert år Dansk Sløjdlærerskoles metalsløjdkursus, hvortil han i kraft af sin faglige uddannelse havde særlige forudsætninger. Han fungerede også som instruktør på kurser for sløjdlærere i Københavns Kommune. I 1939 udgav han en metodik "Sløjdundervisning" og året efter to tegnehæfter til brug for elever.
Metalsløjd lå Galatius stærkt på sinde, og han fik indrettet lokaler til metalsløjd på mange skoler, og sammen med V.L. Rosenbech (1916-1995) og Martin Wørle Johansen (1908-1990) udgav han gennem Modeludvalget og Dansk Sløjdlærerskole tegninger til metalsløjd.
Som sløjdinspektør var Galatius uhyre virksom i sløjdens tjeneste. Han fik gennemført, at der blev bygget og indrettet sløjdsale på mange skoler, hvor der ikke før havde været nogen, så efter Galatius's tid var der sløjdsale på alle skoler i København. Hele sløjdadministrationen og regnskabet blev lagt ind under sløjdinspektøren, og en fælles undervisningsplan for sløjden blev udarbejdet. Hertil kom tilrettelæggelse og ledelse af instruktionskursus for sløjdvikarer og tilsyn med sløjdlærernes uddannelse. Mange sager tog Galatius op til drøftelse ved de årlige obligatoriske sløjdlærermøder, der i en årrække fandt sted i Nansensgades skoles gymnastiksal, og ved mødet den 30. august 1938 blev der på Galatius's foranledning nedsat et udvalg, kaldet Modeludvalget, med sløjdinspektøren som formand, 3 medlemmer valgt af forsamlingen og ét medlem valgt af sløjdinspektøren ("kongevalgt").
Galatius førte flittigt tilsyn med sløjdundervisningen og værktøjets vedligeholdelse på de københavnske skoler. Han kunne virke myndig i sin fremfærd, men var tingene i orden, var han yderst velvilig og imødekommende.
Det er uden for al tvivl, at Galatius som sløjdinspektør har haft stor indflydelse på sløjdens fremgang i hovedstaden, og gennem Modeludvalget for mange af landets skoler.
Galatius blev ved generalforsamlingen 2. august 1957 udnævnt til æresmedlem i Dansk Sløjdlærerforening, som han i mange år sad i bestyrelsen for. Påskønnelsen gik også på hans indsats som sløjdinspektør i Københavns kommune og hans virke som kursusleder på Dansk Sløjdlærerskole.
Galatius's efterfølger som sløjdinspektør blev Asger Schauby (1916-1986), der havde siddet i Modeludvalget siden 1947.